# Asplenium × tyrrhenicum
Asplenium × tyrrhenicum là một loài dương xỉ trong họ Aspleniaceae. Loài này được Cubas, Pangua & Rosselló mô tả khoa học đầu tiên.
Danh pháp khoa học của loài này chưa được làm sáng tỏ. 